# 黒川晃彦
黒川晃彦（くろかわ あきひこ、1946年 - ）は、日本の彫刻家。1980年頃より写真を始めている。
彫刻の大半は楽器を手にした野外彫刻（ブロンズ）で、人との関係を大切にして、人々の生活の場に置かれている。
1989年には初めて”人物とベンチを組み合わせた”「プリーズ・リクエスト」を発表し、具象彫刻の可能性を開いたとして「横浜美術館長賞」を受賞した。その後、トランペット、アルトサックス、フルートの三人の奏者が三重奏を川岸いっぱいに響かせている「リバーサイド・トリオ」などミュージシャンとペンチを組み合わせた野外彫刻（ブロンズ）を次々と発表。
「彫刻は人が参加することで完成する」との信条の元に創られた”風景の中に溶け込み、行き交う人とコミュニケーションし、自然そのもののように存在してする”ちゃめっけのあるユニークな人物”や”猫”の彫刻が人々の心に安らぎを与えている。
それらの作品は"View with My Works(私の彫刻がある風景)1993"、"More View with My Works(続・私の彫刻がある風景)1997"の作品集で見ることができる。

## 略歴
- 1946年　東京に生まれる
- 1972年　東京芸術大学美術学部彫刻科卒業
- 1974年　東京芸術大学大学院彫刻科修了
- 1975年　東京芸術大学彫刻科研究生修了、同大学助手となる （-1977年）
- 1979年　創形美術学校 非常勤講師 （-1999年）
- 1990年　多摩美術大学彫刻科非常勤講師 （-1996年）
- 1997年　常盤松女子短期大学 非常勤講師 （-1999年）
- 2004年　多摩美術大学 美術学部彫刻学科 客員教授 （-2008年）
- 2008年　多摩美術大学 美術学部彫刻学科 教授 （-2014年）

## 受賞
- 1978年　第13回昭和会展優秀賞(日動画廊）
- 1980年　第1回高村光太郎大賞展優秀賞（彫刻の森美術館、箱根）
- 1982年　第2回高付光太郎大賞展美ヶ原高原美術館賞
- 1983年　第11回長野市野外彫刻賞
- 1986年　みなとみらい21野外彫刻展協賛賞（日本丸メモリアルパーク、横浜市）
- 1988年　第1回倉吉：緑の彫刻賞受賞／鳥取県・倉吉市（澄川喜一氏と同時受賞）
- 1989年　第1回横浜彫刻展・横浜美術館長賞受賞／横浜美術館前庭
- 2007年　第10回みうらじゅん賞

## 展覧会

### 個展
- 1975年　ギャラリーオカベ（東京）
- 1977年　ギャラリーオカベ（東京）
- 1980年　アートギャラリー環（東京）、赤坂画廊（福岡）
- 1985年　ギャラリーせいほう（東京）
- 1988年　倉吉博物館（鳥取県）、東京日本橋髙島屋
- 1989年　松坂屋本店（名古屋）
- 1991年　長崎NTTギャラリー・ボンヌフ、イムラアートギャラリー（京都）、大阪・なんば高島屋
- 1992年　札幌三越
- 1993年　東京日本橋高島屋
- 1999年　東京日本橋高島屋、大阪・なんば高島屋、高崎高島屋
- 2006年　ギャラリーオカベ（東京）

### 写真展
- 1997年　「私の彫刻がある風景」（ギャラリー・せいほう、東京）
- 2002年　「a parting of the ways」 （ギャラリーオカベ、東京）
- 2003年　「Skyline」(ギャラリー元町、横浜）
- 2004年　「Last Summer」（ギャラリー元町、横浜）

### 主なグループ展
- 1971年　彫刻 3人展（ギャラリーオカベ、東京）
- 1972年　彫刻 3人展（ギャラリーオカベ、東京）
- 1973年　東京芸術大学壁画研とのグループ展（サエグサ画廊、東京）
- 1981年　第3回たまがわ野外彫刻展（玉川高島屋）
- 1984年　現代彫刻の展開 1930－1980　（ギャラリーせいほう、東京）
- 1986年　'86彫刻大展（芸画廊、ソウル）
現代日本の美術・その 3 「戦後生まれの作家たち」（宮城県美術館）
- 1987年　7人の彫刻 ’87（東急百貨店日本橋店、東京）
- 1988年　7人の彫刻 ’88（東急百貨店日本橋店、東京）
- 1989年　彫刻 3人展（西武池袋店、東京）
現代具象彫刻の奔流展（東京日本橋高島屋、大阪、小倉、札幌、名古屋を巡回）
昭和会受賞作家展（日動画廊、東京）以後毎年出品
- 1990年　視展（アートセンターギャラリー、東京）
- 1991年　「杜の都の彫刻」設置記念「建畠覚造・黒川晃彦二人展」（仙台藤崎）
視展（東京セントラル絵画館、東京）
第6回神戸具象彫刻大賞展（六甲アイランド、神戸）
彫刻 4人展（現代彫刻センター、東京）
- 1992年　視展（東京セントラル絵画舘、東京）
- 1998年　彫刻 9人展（画廊じんがら、愛知県知立市）
彫刻小品展（みゆき画廊、東京）
- 2002年　真樹会展2002（ギャラリーコパンダール）
- 2003年　彫刻小品展　23人の彫刻家の小品展（みゆき画廊）
CASTING WORKS　鋳造研究会報告展2003（多摩美術大学八王子キャンパス）
- 2004年　具象彫刻の7人展（高島屋大阪店、JR名古屋高島屋）
真樹会展2004（ギャラリーコパンダール）
- 2005年　ビッグ・ウェーブ2（日本橋高島屋、東京）

### 主な展示先
- 厚岸町役場（屋内）、旭川市、江別市、札幌市、洞爺湖町、苫小牧市、水沢市、秋田県立近代美術館、宮城県美術館、仙台市、いわき湯本温泉、いわき市、十日町市、加茂市、館林市、北本市、春日部市、東京都・荒川区、千代田区、港区新芝運河公園、芝園橋ＭＤビル、豊島区、新宿区箪笥町出張所（屋内）、稲城市、府中公園、横浜市・港北区、都筑区、鎌倉芸術館、海老名市民文化会館、横須賀市、箱根彫刻の森美術館、長野市茶臼山動物園、長野市、美ヶ原高原美術館、岐阜県立図書館、碧南市芸術文化ホール（屋内）、碧南市、福井市、舞鶴市民会館（屋内)、神戸市・中央区北野町公園、東灘区、西区、姫路市、倉吉市、呉市、宇部市、福岡市役所前公園、長崎市、諫早市